# Türkiye Kupası 2011-2012
La Coppa di Turchia 2011-2012 è la 50ª edizione del trofeo. Il torneo è iniziato il 7 dicembre 2011 ed è terminato il 19 maggio 2012. Il Fenerbahçe ha vinto il trofeo per la quinta volta.

## Primo turno
Le partite si sono giocate il 7 dicembre 2011.
| Squadra 1            | Risultato   | Squadra 2         |
| -------------------- | ----------- | ----------------- |
| Tepecik Belediyespor | 0 – 1       | Gaziosmanpaşaspor |
| Kırklarelispor       | 1 – 2 (dts) | Eyüpspor          |
| Çorumspor            | 1 – 0 (dts) | Akyurt Şekerspor  |
| Bandırmaspor         | 1 – 0       | Turgutluspor      |
| Ünyespor             | 1 – 0       | Sakaryaspor       |
| Bugsaşspor           | 2 – 1       | Tokatspor         |
| Denizli Belediyespor | 1 – 3       | Göztepe           |
| İskenderun D. Ç.     | 0 – 1       | Konya Şekerspor   |
| Şanlıurfaspor        | 3 – 1       | Yeni Malatyaspor  |
| Altınordu            | 1 – 2       | Fethiyespor       |
| Adana Demirspor      | 2 – 0       | Elazığspor        |

## Secondo turno
Le partite si sono giocate tra il 20 e il 22 dicembre 2011.
| Squadra 1            | Risultato   | Squadra 2       |
| -------------------- | ----------- | --------------- |
| Adanaspor            | 3 – 1       | Kartalspor      |
| Tavşanlı Linyitspor  | 0 – 2       | Bugsaşspor      |
| Eyüpspor             | 2 – 1       | Bucaspor        |
| Gaziosmanpaşaspor    | 2 – 0       | Giresunspor     |
| Karşıyaka            | 1 – 2       | Ünyespor        |
| Şanlıurfaspor        | 1 – 0 (dts) | Denizlispor     |
| Gaziantep            | 3 – 0       | Göztepe         |
| Akhisar Belediyespor | 3 – 1       | Altay           |
| Kasımpaşa            | 4 – 2       | Bandırmaspor    |
| Adana Demirspor      | 2 – 1       | K. Erciyesspor  |
| Çaykur Rizespor      | 6 – 0       | Çorumspor       |
| Konya Şekerspor      | 5 – 1       | Konyaspor       |
| Diyarbakırspor       | 0 – 1       | İ. Güngörenspor |
| Boluspor             | 5 – 1       | Fethiyespor     |

## Terzo turno
Le partite si sono giocate tra il 10 e il 12 gennaio 2012.
| Squadra 1            | Risultato         | Squadra 2           |
| -------------------- | ----------------- | ------------------- |
| Bursaspor            | 4 – 1             | Şanlıurfaspor       |
| Galatasaray          | 4 – 1             | Adana Demirspor     |
| Akhisar Belediyespor | 0 – 1             | Kayserispor         |
| Boluspor             | 3 – 2 dts         | Gençlerbirliği      |
| Bugsaşspor           | 2 – 1             | Manisaspor          |
| Gaziosmanpaşaspor    | 1 – 3             | Antalyaspor         |
| Eyüpspor             | 2 – 3             | Eskişehirspor       |
| Karabükspor          | 2 – 0             | Ünyespor            |
| Trabzonspor          | 2 – 0             | İ. Güngörenspor     |
| Adanaspor            | 1 – 2 dts         | İstanbul Başakşehir |
| Ankaragücü           | 2 – 6             | Kasımpaşa           |
| Mersin İ. Yurdu      | 1 – 3 dts         | Sivasspor           |
| Beşiktaş             | 2 – 1             | Gaziantep           |
| Samsunspor           | 0 – 0 (4 – 2 dtr) | Orduspor            |
| Çaykur Rizespor      | 3 – 2             | Gaziantepspor       |
| Fenerbahçe           | 4 – 1             | Konya Şekerspor     |

## Quarto turno
Le partite si sono giocate tra il 20 e il 22 marzo 2012.
| Squadra 1       | Risultato   | Squadra 2           |
| --------------- | ----------- | ------------------- |
| Bugsaşspor      | 0 – 2 (dts) | Bursaspor           |
| Galatasaray     | 0 – 1       | Sivasspor           |
| Çaykur Rizespor | 0 – 1       | Karabükspor         |
| Antalyaspor     | 2 – 1 (dts) | Trabzonspor         |
| Eskişehirspor   | 3 – 0       | Kasımpaşa           |
| Kayserispor     | 1 – 0       | İstanbul Başakşehir |
| Boluspor        | 1 – 0       | Beşiktaş            |
| Fenerbahçe      | 3 – 0       | Samsunspor          |

## Quarti di finale
Le partite si sono giocate tra il 10 e il 12 aprile 2012.
| Squadra 1     | Risultato         | Squadra 2   |
| ------------- | ----------------- | ----------- |
| Sivasspor     | 1 – 4             | Bursaspor   |
| Eskişehirspor | 3 – 0             | Antalyaspor |
| Karabükspor   | 1 – 0             | Boluspor    |
| Fenerbahçe    | 2 – 2 (5 – 4 dtr) | Kayserispor |

## Semifinali
Le partite si sono giocate il 25 e il 26 aprile 2012.
| Squadra 1   | Risultato | Squadra 2     |
| ----------- | --------- | ------------- |
| Bursaspor   | 3 – 0     | Eskişehirspor |
| Karabükspor | 0 – 2     | Fenerbahçe    |

## Finale
| Arbitro: | Bülent Yıldırım |

|  |           |                                                |
|  | Marcatori | 2’ C. Erkin 45’ Baroni 58’ S. Şentürk 77’ Alex |

| Bursaspor | Fenerbahçe |